# Isla de Lobos
Isla de Lobos är en ö i den spanska ögruppen och autonoma regionen Kanarieöarna som ligger i Atlanten utanför Afrikas nordvästra kust. Ön tillhör provinsen Las Palmas och kommunen La Oliva på Fuerteventura.
Ön har ytan 4,5 kvadratkilometer och ligger 2 kilometer norr om Fuerteventura. Sundet som skiljer de båda öarna är Estrecho de la Bocaina som inte är djupare än 10 meter på det djupaste stället. I klart väder kan Isla de Lobos ses från Fuerteventura.
Namnet på ön kommer av att ursprungsinvånarna kallade sälar för sjövargar (spanska lobos = vargar). Dessa har i det närmaste utrotats av fiskare då en säl kräver 30 till 40 kilogram fisk varje dag. Försök görs att återinföra sälarna trots fiskarnas protester.
Isla de Lobos är en del av naturparken Parque Natural de las Dunas de Corralejo och på ön finns omkring 130 olika växtarter och flera olika arter av sjöfåglar. Havsbotten är rik på växtlighet.
Öns högsta topp är berget La Caldera som når 127 meter över havet.
Fram till 1968 bodde en familj på ön, varav en av medlemmarna var Antonio Hernández Páez. Sedan dess har ön varit obebodd. Idag finns det en restaurang på ön som drivs av Antonios barn. Fyren på ön har restaurerats och har numera en fungerande belysning. Isla de Lobos besöks idag av fiskare, turister, simmare och dykare. Det finns en båtförbindelse med Corralejo på Furteventura.